# Raurahua panaca
Raurahua panaca è la discendenza dell'Inca Sinchi Roca, secondo sovrano della dinastia.
Come tutte le altre panaca consisteva nella famiglia discendente dal sovrano che la aveva creata, con eccezione dell'erede del defunto che avrebbe istituito una propria panaca.
Il suo nome è stato tramandato con diverse varianti dai cronisti dell'epoca ed è, da molti chiamata anche Raura panaca, ma sembra che quello di Raurahua sia il più attendibile.
La sua nascita si perde nella leggenda essendo legata alle vicende del suo fondatore che è, a sua volta, un personaggio mitico.
Attraverso gli scritti di Cristóbal de Molina sappiamo che durante la cerimonia della Citua, la più importante manifestazione religiosa dell'impero, i suoi rappresentanti erano deputati allo svolgimento dei riti propiziatori per il quartiere del Cuntisuyo, ovvero per la parte Ovest del regno.
Stranamente il padre Bernabé Cobo non menziona questa panaca nella suddivisione dei ceque, una sorta di linee immaginarie che univano le huaca, i luoghi sacri del territorio, attraverso una specie di raggiera che si irradiava dal Cuzco. L'eminente studioso R.T. Zuidema ha però dimostrato che questa omissione è soltanto casuale e che la Raurahua panaca aveva, come le altre famiglie imperiali il compito, o meglio l'onore, di presiedere i riti dei santuari posti lungo il secondo ceque del Cuntisuyo.
Accettando questa ipotesi le huaca di appartenenza sarebbero quattro così costituite: 
- La prima era un pianoro detto Cotocari.
- La seconda era una cava di nome Pillochuri, al cui centro si trovava una pietra oggetto di grande venerazione.
- La terza, Payllallauto, era una caverna nella quale dicevano che fosse entrata una signora dello stesso nome, madre di un gran personaggio chiamato Apucurimaya e che vi fosse scomparsa.
- L'ultima era un colle di nome Ravaraya presso il quale si svolgevano dei riti agonistici in occasione della festività del Raymi.

La panaca di Sinchi Roca si era mantenuta nella sua integralità, con tutti i suoi riti, fino all'arrivo degli Spagnoli.
L'attento storico Sarmiento de Gamboa, uno dei più attivi investigatori della civiltà inca, al tempo della stesura delle famose Informaciones di Francisco de Toledo, ha raccolto i nomi dei rappresentanti di questa panaca.
Erano don Alonso Puscon e don Diego Quispe e, ci assicura Sarmiento, avevano il compito di ricordare e tramandare le vicende legate alla vita di Sinchi Roca. Appartenevano alla parte Hurin di Cuzco.